# Leucania griseofasciata
Leucania griseofasciata là một loài bướm đêm trong họ Noctuidae.